# Johann Erer
Johann Erer (* in Heilbronn; † 1503 in Heilbronn) war von 1480 bis 1495 Bürgermeister der Reichsstadt Heilbronn.
Johann entstammte der Heilbronner Patrizierfamilie Erer. Er war der älteste Sohn des Bürgermeisters Hans Erer des Jüngeren und im Jahre 1477 Rat und Gerichtsmitglied. Im Jahre 1479 ist Johann Erer Bürgermeister der Stadt Heilbronn. Im Jahr 1490 ist er Schultheiß. Seit 1483 war Johann Erer mit Margarete Schultheiß aus Hall verheiratet, deren Vater jedoch ein Rothenburger ist. Am 14. Januar 1481 erhielt Johann Erer das Reichslehen Flein und Alt-Böckingen und Wimpfen. Der zweite Sohn Hans Erers war Conrad Erer der auch Bürgermeister wurde und 1539 starb.
„Der Erer in Heilbronn“ pflegte beste wirtschaftliche und politische Beziehungen zu Hall und verfügt über ein Vermögen von 2000 Gulden in Hall. Die Einkünfte der Zinsen betrugen 90 Gulden jährlich. Johann Erer löste sein Vermögen in Hall 1484 auf.